# They Don’t Care About Us
They Don’t Care About Us – czwarty singel Michaela Jacksona z albumu HIStory. Jeden z najbardziej kontrowersyjnych utworów Jacksona, poruszający problem rasizmu i niesprawiedliwości społecznej w USA. Do utworu nakręcono dwa teledyski: pierwszy w brazylijskim mieście Salvador, a drugi w więzieniu. Reżyserem obu klipów jest Spike Lee. Choć amerykańskie rozgłośnie radiowe niechętnie puszczały ten utwór, dotarł on do 30 miejsca na liście Billboard Hot 100, natomiast w Europie plasował się w pierwszej dziesiątce.

## Lista utworów
U.S. and Japan Single
1. They Don’t Care About Us – 4:48
2. They Don’t Care About Us (Dallas Main Mix) – 7:56
3. They Don’t Care About Us (Charles Full Joint Mix) – 5:00
4. They Don’t Care About Us (Love To Infinity’s Walk In The Park Mix) – 7:20
5. They Don’t Care About Us (Love To Infinity’s Classic Paradise Mix) – 7:51
6. They Don’t Care About Us (Track Master’s Radio Edit) – 4:09
7. Rock With You (Frankie Knuckles’ Favorite Club Mix) -7:39
8. Earth Song (Hani’s Extended Radio Experience) – 7:55

Austrian Single
1. They Don’t Care About Us – 4:48
2. They Don’t Care About Us (Dallas Main Mix) 7:56
3. They Don’t Care About Us (Love To Infinity’s Anthem Of Love Mix) -7:46
4. They Don’t Care About Us (Love To Infinity’s Walk In The Park Mix) – 7:20
5. They Don’t Care About Us (Love To Infinity’s Classic Paradise Mix) – 7:51
6. They Don’t Care About Us (Love To Infinity’s Hacienda Mix) – 7:13

## Twórcy
- Tekst i muzyka: Michael Jackson
- Wokal: Michael Jackson
- Producent: Michael Jackson